# Rhinodoras thomersoni
Rhinodoras thomersoni és una espècie de peix de la família dels doràdids i de l'ordre dels siluriformes.

## Morfologia
- Els mascles poden assolir 20 cm de longitud total.[5][6]

## Hàbitat
És un peix d'aigua dolça i de clima tropical.

## Distribució geogràfica
Es troba a Sud-amèrica: conques dels rius Santa Ana, Catatumbo i Escalante (riba sud-occidental del llac Maracaibo).